# Tratado de Devol

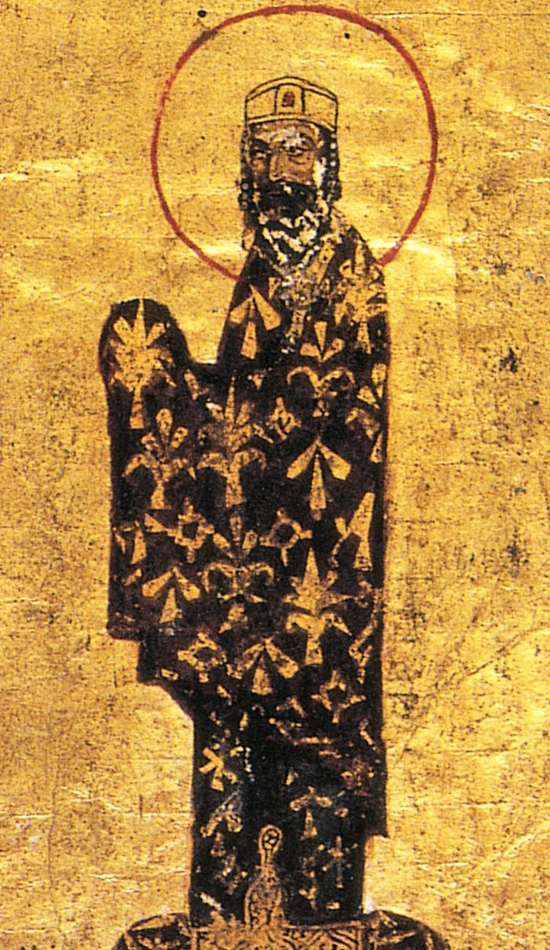
Imagem de Aleixo I

O Tratado de Devol foi um acordo firmado em 1108 entre Boemundo I de Antioquia e o imperador bizantino Aleixo I Comneno, como consequência da Primeira Cruzada. Foi assinado na fortaleza bizantina de Devol, na Macedónia. Embora o tratado não tivesse entrado em vigor, pretendia-se fazer do Principado de Antioquia um estado vassalo do Império Bizantino.
No início da Primeira Cruzada, os exércitos cruzados haviam-se reunido em Constantinopla e prometido devolver ao Império Bizantino toda a terra que pudessem conquistar, dentro dos antigos domínios imperiais. Contudo, Boemundo, filho de um antigo inimigo de Aleixo entre os normandos, Roberto Guiscardo, reivindicou Antioquia para si mesmo após a conquista desta cidade.
Aleixo não reconheceu a legalidade do principado de Antioquia e, após vários anos de conflito com o império, Boemundo foi à Europa procurar reforços. Lançou-se em guerra aberta contra Aleixo, mas de imediato foi forçado a render-se e negociar com o imperador no acampamento imperial em Devol. Sob os termos do tratado, Boemundo seria forçado a tornar-se vassalo do imperador e a defender o império sempre que necessário. Igualmente teria de ser renomeado o patriarca grego da cidade de Antioquia, João VII de Antioquia.
Após a assinatura do tratado, Boemundo retirou-se para a Apúlia e ali morreu em 1111. O seu sobrinho e regente em Antioquia, Tancredo da Galileia, recusou-se a aceitar os termos do tratado.
O Tratado de Devol é visto como exemplo da típica tendência bizantina para resolver disputas com a diplomacia, mais do que com a guerra, e foi consequência da desconfiança entre os bizantinos e os seus vizinhos europeus.

## Cláusulas
Em Setembro de 1108, Aleixo I Comneno pediu a Boemundo I de Antioquia para negociar termos de paz no acampamento imperial em Devol. Boemundo não teve escolha a não ser aceitar, já que o seu exército havia sido atacado por doenças e não conseguiria derrotar Aleixo em batalha. Admitiu que tinha violado o juramento feito em 1097 em Constantinopla, mas recusou-se a reconhecer que tivera toda a culpa do sucedido dado que, aos olhos de Boemundo, também o imperador havia violado o acordo ao abandonar o cerco de Antioquia em 1098.
Aleixo concordou em considerar os juramentos de 1097 inválidos. Os termos específicos do tratado foram negociados pelo general Nicéforo Briênio, o Velho, e registrados por Ana Comnena (sua nora):
- Boemundo concordou em tornar-se vassalo do imperador Aleixo, e igualmente de seu filho e herdeiro;
- Boemundo concordou ajudar a defender o império, onde quer que e sempre que fosse exigido, mediante um pagamento anual de 200 talentos como recompensa pelo serviço;
- Boemundo recebeu o título de duque de Antioquia;
- Foram concedidas como feudos imperiais as cidades de Antioquia e Alepo, a última das quais não era controlada nem pelos cruzados nem pelos bizantinos, mas que se entendeu que Boemundo deveria tentar conquistar;
- Boemundo concordou em devolver Laodiceia e outros territórios da Cilícia a Aleixo;
- Boemundo concordou deixar Aleixo nomear um patriarca grego para Antioquia, o que levantou questões canónicas difíceis de resolver uma vez que a Igreja Ortodoxa e a Igreja Católica estavam separadas desde o Grande Cisma do Oriente, em 1054, e o papa desejava criar o Patriarcado Latino de Antioquia, algo que acabou acontecendo, permanecendo a cidade com dois patriarcas.

## Consequências
Boemundo I de Antioquia nunca regressou a Antioquia (marchou para a Sicília, onde faleceu em 1111), e as cláusulas do tratado, cuidadosamente elaboradas, nunca foram implementadas. O sobrinho de Boemundo, Tancredo da Galileia, recusou-se a honrá-lo. Para ele, Antioquia pertencia-lhe por direito de conquista. Não via, deste modo, nenhuma razão para entregá-la a alguém que não havia participado na Cruzada e que, de resto, havia trabalhado activamente contra ela (como os cruzados achavam).
O tratado refere-se a Tancredo como o possuidor ilegal de Antioquia, e Aleixo havia esperado que Boemundo o expulsaria ou o controlaria de algum modo. Tancredo não permitiu que João VII entrasse na cidade iniciando um período de exílio, no qual os patriarcas gregos eram nomeados em Constantinopla e apenas detinham a Diocese de Antioquia nominalmente. Os gregos só puderam voltar para lá após a reconquista muçulmana, no fim dos reinos cruzados. A cidade, contudo, tinha um patriarca latino, apontado pelo papa.
Na fronteira balcânica, o Tratado de Devol marcou o fim da ameaça normanda no litoral do Adriático, durante o reinado de Aleixo e sucessores. A eficácia das defesas fronteiriças desterrou as invasões posteriores através de Dirráquio, durante a maior parte do século XII.